# Metacrambus pallidellus
Metacrambus pallidellus là một loài bướm đêm trong họ Crambidae.